# ネケプソス
ネケプソス（Nechepsos: 文献に記録された古代ギリシア語に由来する表記）、ないし、ネカウバ（Nekauba: 当時のエジプトで用いられた語形に由来する表記）は、エジプト第26王朝の起源となったサイス朝の初期の王のひとりとして、マネトの断片的記述に統治が6年間に及んだと記されている人物。ただし、それ以外のことはほとんど何も伝えられていない。実際に王であったのかどうかも、当時の記録から確認されておらず、その存在自体が第25王朝末期のサイス朝の統治者たちによって、自らの王権の正統性を強めるために創作された架空のものである可能性も高い。マネトの記述によれば、ネケプソスは第26王朝の始祖ステフィナテス（Stephinates、おそらくはテフナクト2世のこと）の跡を継いで即位し、その王位は有名なネコ1世（ネカウ1世）、すなわち第26王朝の初代ファラオとなったプサメティコス1世（プサムテク1世）の父に継承された。ネケプソスが実際にサイス一帯の局地的な王として独立した統治を行なっていたのだとすると、それはヌビア朝治下の紀元前678年から前672年のことと考えられる(後掲の Priese を見よ)。そうではないとすると、彼はネコ1世の即位に先立つこの期間に、単にサイスの町の長の地位にあったということかもしれない。
エジプト学者のケネス・キッチンは、ネケプソスの統治を6年間ではなく16年間であったとする見方を提案しているが、このように曖昧な存在である統治者の治世をそのように見積もることは、かなり大胆なことに思える。マネトの言葉を文字通りに解して6年間という短い期間の統治であったと考える方が、より合理的であるようだ。このことは、プサメティコス1世の統治から、ネコ1世の即位までの時間は、さほど長くはなかったことを意味している。 
ネケプソスとネコ1世が、2人ともテフナクト2世の息子であり、兄弟であった可能性は高い。ネケプソス（ネカウバ）という名は、ネコ（ネカウ）とよく似ている。